# 切爾尼奇基
49°43′13″N 28°34′7″E / 49.72028°N 28.56861°E
切爾尼奇基（烏克蘭語：Чернички），是烏克蘭的村落，位於該國西南部文尼察州，由赫米利尼克區負責管轄，始建於1750年，面積0.65平方公里，海拔高度279米，2001年人口145，人口密度每平方公里223.08人。